# يو إف سي ليلة القتال: بيتيس ضد مورينو
يو إف سي ليلة القتال: بيتيس ضد مورينو (بالإنجليزية: UFC Fight Night: Pettis vs. Moreno) (المعروف أيضًا باسم يو إف سي ليلة القتال 114) هو حدث لفنون القتال المختلطة نظمته يو إف سي، وأُقيم في 5 أغسطس 2017، على مكسيكو سيتي أرينا في مدينة مكسيكو، المكسيك.